# ベカ・ギガシヴィリ
ベカ・ギガシヴィリ（グルジア語: ბექა გიგაშვილი、Beka Gigashvili、1992年2月17日 - ）は、トップ14RCトゥーロンに所属するラグビーユニオン選手。

## プロフィール
- ジョージア・トビリシ出身。
- ポジションはプロップ(PR)。
- 身長 178cm、体重 116kg
- ジョージア代表キャップは16（2021年1月現在）でラグビーワールドカップ2019のジョージア代表に選ばれた[1]。

## 略歴
SOシャンベリ、FCグルノーブル、2019年、RCトゥーロンに加入。 